# Sant Serni d'Arfa
Sant Serni d'Arfa és una obra del municipi de Ribera d'Urgellet (Alt Urgell) protegida com a bé cultural d'interès local.

## Descripció
Es tracta d'un església d'una nau rectangular, coberta amb volta de canó. És una construcció rústega de pedres sense fer filades. Esmentada a l'acta de consagració de la Seu d'Urgell de l'any 839.
Església d'una sola nau, capçada a llevant amb capçalera plana i amb un tram afegit posteriorment a la façana de ponent. La nau és coberta per una volta de canó, dividida en tres trams per dos arcs faixons. El tram de ponent afegit també és cobert amb volta de canó; aquest tram acull un cor de fusta en alt.
Dos parelles de capelles profundes, amb motllures de guix, s'obren a la nau a través d'arc de mig punt que contenen altars dedicats a diversos sants. Cal remarcar que la primera capella lateral esquerra i segona capella lateral dreta, sempre mirant des de l'altar major, presenten un programa pictòric, força deteriorat, d'època barroca. En el primer cas es tracta de la representació d'una gran ciutat emmurallada, amb esglésies, palaus i fortaleses, que està molt enfosquida a causa del fum de les espelmes. En el segon cas, es desplega un potent programa decoratiu, en el qual hi figuren diversos sants, tot i que és de difícil interpretació a causa dels repicats i de la pèrdua de superfície de matèria pictòrica.
L'altar major, que es presenta sobreelevat amb relació a la nau, fou reformat l'any 1995 i presenta paraments de pedra vista; s'obre a la nau a través d'un arc presbiteral. Al tram de nau afegit, al costat de tramuntana, també s'hi obren dues capelles laterals: una al costat nord a través d'un arc de mig punt motllurat, i una al costat de migdia, menys profunda i sense motllures. Totes dues són més petites que la resta de capelles laterals. Als peus de l'església, sobre el mur de la façana de ponent, s'obre a la nau una petita capella en arc de mig punt, actualment amb paraments en pedra vista, que acull la pica baptismal.
Les capelles laterals presenten diverses finestres obertes als seus murs laterals externs. En són tres en total: dues a les capelles del costat nord i una al costat sud, i són en arc de mig punt i doble esqueixada. Així mateix, hi ha una altra finestra oberta al costat sud de l'àmbit presbiteral, també en arc de mig punt i doble esqueixada. D'altra banda, els murs oriental i occidental presenten un ull de bou cadascun, amb vitralls construïts després de la guerra. La porta d'accés al temple se situa al mur de ponent, prop de la cantonada nord-oest. És una porta en arc de mig punt, amb una motllura de secció rectangular, actualment coberta amb ciment, que deixa entreveure, però, la data de 1606 gravada a la clau de l'arc.
Exteriorment, l'església de Sant Serni es presenta com un temple de volums massissos i amb poca articulació murària. Actualment, els paraments són de pedra vista, a base de carreuons amb una disposició força irregular, per bé que les cantonades estan reforçades amb grans carreus. Els murs presenten restes d'arrebossat, que resta pràcticament intacte al mur de llevant. Un llosat de doble vessant cobreix el conjunt.
Adossat al mur de migdia, l'església de Sant Serni d'Arfa presenta una torre de campanar força característica. La meitat inferior d'aquesta torre, és de secció quadrangular, mentre que la coronació és de secció octogonal, amb quatre finestres en arc rebaixat obertes als quatre vents i amb una terrassa al capdamunt, sense coberta. L'accés a aquesta torre és exterior, a través d'un mòdul de planta quadrangular, adossat a l'angle que fa la base de la torre amb el mur meridional de l'església. La porta d'accés és elevada sobre la plaça i cal accedir-hi per una escalinata de pedra que adossa al mur de migdia de l'església. Sembla que en la construcció de l'accés a la torre va caldre eliminar una capella lateral, tal com deixa entreveure el parament del mur sud de l'església.
En conjunt, l'església de Sant Serni d'Arfa és un temple d'estils barroc, construït segons la línia austera en què es va desenvolupar aquest estil a les actuals terres de la comarca de l'Alt Urgell, amb una torre, també construïda en època barroca, però més tardana, que és l'element arquitectònic més rellevant del conjunt, erigit entre els segles XVII i XVIII.

## Història
La notícia més antiga que es coneix de la vila d'Arfa data de l'any 910. En el document de l'acta de consagració de la catedral de la Seu d'Urgell, és recollida la parròquia d'Arfa, que és esmentada segons la grafia Assoa.
Són nombrosos els esments posteriors que fan referència a Arfa, tant en donacions d'alous a Santa Maria de la Seu d'Urgell, com a deixes testamentàries, vendes d'Alous a particulars o permutes.
L'advocació de Sant Serni -forma local de Sant Sadurní-, és esmentada en diversos documents dels segles x i xi, però un esment concret de la seva església no apareix fins a l'any 1013, en la publicació sacramental del testament del prevere Martí.
En les visites realitzades els anys 1312 i 1314 per ordre de Guillem de Rocabertí, arquebisbe de Tarragona, a la diòcesi de la Seu d'Urgell, la parròquia de Sant Serni d'Arfa figura dins del deganat de l'Urgellet. L'església actual, que depèn de la parròquia de Montferrer, presenta a la porta la data de 1606, possible data de la seva construcció. El campanar fou construït l'any 1707, sufragat segons la tradició per un veí d'Arfa que s'havia enriquit en la guerra dels Països Baixos, i el rellotge del campanar fou fet per un rellotger d'Ordino l'any 1816. L'any 1936 fou destruït el retaule barroc de l'altar major, si bé alguns veïns van aconseguir salvar algunes talles de dins de l'església.